# Belsy Laza
Belsy Laza (Belsy Laza Muñoz; * 5. Juni 1967 in Guantánamo) ist eine ehemalige kubanische Kugelstoßerin.
1986 und 1988 siegte sie bei den Iberoamerikanischen Meisterschaften, und 1987 gewann sie Bronze bei den Panamerikanischen Spielen in Indianapolis. 1989 wurde sie Sechste bei den Hallenweltmeisterschaften in Budapest, gewann Silber bei der Universiade und wurde Fünfte beim Weltcup in Barcelona. 1990 siegte sie bei den Zentralamerika- und Karibikspielen.
1991 folgte einem fünften Platz bei den Hallenweltmeisterschaften in Sevilla ein Sieg bei den Panamerikanischen Spielen in Havanna. Bei den Weltmeisterschaften in Tokio wurde sie Neunte.
Im Jahr darauf siegte sie zum dritten Mal bei den Iberoamerikanischen Meisterschaften, wurde Vierte bei den Olympischen Spielen in Barcelona und triumphierte beim Weltcup in Havanna.
1993 wurde sie Siebte bei den Hallenweltmeisterschaften in Toronto, gewann Silber bei der Universiade und wurde Achte bei den Weltmeisterschaften in Stuttgart. Beim Weltcup 1994 in London wurde sie Zweite. 1995 folgte einem vierten Platz bei den Panamerikanischen Spielen in Mar del Plata ein Sieg bei den Zentralamerika- und Karibikmeisterschaften.
Bei den Olympischen Spielen 1996 in Atlanta kam sie auf den zehnten Platz. Zum Abschluss ihrer internationalen Karriere wurde sie 1999 Fünfte bei den Panamerikanischen Spielen in Winnipeg.

## Persönliche Bestleistungen
- Kugelstoßen: 20,96 m, 2. Mai 1992, Mexiko-Stadt
  - Halle: 19,60 m, 8. März 1989, Piräus